# Jalal al-Roweichan
Jalal al-Roweichan (arabe : جلال الرويشان), né le 25 février 1963 dans le gouvernorat de Sanaa, est un  officier et homme politique yéménite. 
Il a été brièvement, de novembre 2014 à janvier 2015, ministre de l'Intérieur dans le gouvernement Bahah I, avant de rallier le Comité révolutionnaire et d'en devenir le ministre de l'Intérieur en février 2015.